# Taktika rimske vojske
Taktika rimske vojske je temeljila močni koheziji med posameznimi deli in legionarji v bojnem razporedu. Tako je bila celotna taktika odvisna od zmožnosti sodelovanja različnih delov med seboj in usposobljenosti legionarjev.

## Taktike
- Osnovna taktika
- želva
- cuneus
- orbis